# Llista de presidents de Costa Rica
El President de Costa Rica és el cap d'estat i de govern de Costa Rica. El president és elegit pel sistema d'elecció directa per un període de quatre, que no és renovable immediatament. Amb el president s'escullen també dos vicepresidents. El president presideix el Consell de Ministres.
La següent llista conté una llista dels presidents de juntes militars, presidents i cap d'estat de Costa Rica des de la seva independència d'Espanya i Mèxic. Des de 1824 a 1848, Costa Rica formà part de les Províncies Unides de l'Amèrica Central; des d'aleshores ha estat una nació independent.

## Caps d'Estat de Costa Rica (1825-1848)
| Nom                              | Mandat                 | Partit      | Notes                                                                                         |
| -------------------------------- | ---------------------- | ----------- | --------------------------------------------------------------------------------------------- |
| Juan Mora Fernández              | 1825–1833              | Liberal     | dos períodes successius: re-elegit el 1829.                                                   |
| José Rafael Gallegos             | 1833–1835              | Conservador | Dimití. Manuel Fernández Chacón i Nicolás Ulloa Soto seguiren com a Caps d'Estat en funcions. |
| Braulio Carrillo Colina          | 1835–1837              | Liberal     | Primer mandat.                                                                                |
| Juan Mora Fernández              | March-April 1837       | Liberal     | Provisional                                                                                   |
| Manuel Aguilar Chacón            | 1837–1838              | Liberal     | Deposat per un cop.                                                                           |
| Braulio Carrillo Colina          | 1838–1842              | Liberal     | Segon mandat, deposat per un cop.                                                             |
| Francisco Morazán                | abril-setembre de 1842 | Liberal     | Deposat per una revolta popular. Executat el 15 de setembre de 1842.                          |
| António Pinto Soares             | setembre 1842          | Liberal     | Arribà al poder per una revolta popular, i ràpidament dimití.                                 |
| José María Alfaro Zamora         | 1842–1844              | Liberal     | Primer mandat. Provisional.                                                                   |
| Francisco María Oreamuno Bonilla | novembre-desembre 1844 | Liberal     | Deposat per un cop.                                                                           |
| José Rafael Gallegos             | 1845–1846              | Conservador |                                                                                               |
| José María Alfaro Zamora         | 1846–1847              | Liberal     | Segon mandat.                                                                                 |
| José Castro Madriz               | 1847–1848              | Liberal     |                                                                                               |

## Caps d'Estat de Costa Rica (1848-present)
| President                                                           | President                                       | Inici del mandat       | Fi del mandat          | Partit                              | Notes |  |
| ------------------------------------------------------------------- | ----------------------------------------------- | ---------------------- | ---------------------- | ----------------------------------- | --- |  |
| José Castro Madriz                                                  | Jose Maria Castro Madriz                        | 8 de maig de 1847      | 16 de novembre de 1849 | Liberal                             | "Fundador de la República". |  |
| Miguel Mora Porras (president interí)                               | Costa Rica                                      | 16 de novembre de 1849 | 26 de novembre de 1849 | Liberal                             | |  |
| Juan Mora Porras (primer, segon i tercer mandat)                    | Juan Mora Porras                                | 26 de novembre de 1849 | 14 d'agost de 1859     | Liberal                             | |  |
| José María Montealegre Fernández                                    | Costa Rica                                      | 14 d'agost de 1859     | 8 de maig de 1863      | Liberal                             | Provisional 1859-1860. |  |
| Jesús Jiménez Zamora                                                | Costa Rica                                      | 8 de maig de 1863      | 8 de maig 1866         | Liberal                             | |  |
| José Castro Madriz (segon mandat)                                   | Jose Maria Castro Madriz                        | 8 de maig de 1866      | 1 de novembre de 1868  | Liberal                             | Deposat per un cop d'estat |  |
| Jesús Jiménez Zamora                                                | Costa Rica                                      | 1 de novembre de 1868  | 27 d'abril de 1870     | Militar                             | |  |
| Bruno Carranza Ramírez                                              | Costa Rica                                      | 27 d”abril de 1870     | 8 d'agost de 1870      | Liberal                             | Deposat per un cop d'estat |  |
| Jesús Jiménez Zamora (segon mandat)                                 | Costa Rica                                      | 1 novembre de 1868     | 27 d”abril de 1870     | Liberal                             | Deposat per un cop d”estat. |  |
| Tomás Guardia Gutiérrez                                             | Costa Rica                                      | 10 d'agost de 1870     | 8 de maig de 1876      | Liberal                             | Provisional 1870-1872. |  |
| Aniceto Esquivel Sáenz                                              | Costa Rica                                      | 8 de maig de 1876      | 30 de juliol de 1876   | Liberal                             | Deposat per un cop d”estat. |  |
| Vicente Herrera Zeledón                                             | Costa Rica                                      | 30 de juliol de 1876   | 11 de setembre de 1877 | Conservador                         | |  |
| Tomás Guardia Gutiérrez (segon mandat)                              | Costa Rica                                      | 11 de setembre de 1877 | 6 de juliol de 1882    | Liberal                             | Mort en el càrrec. |  |
| Saturnino Lizano Gutiérrez                                          | Saturnino Lizano Gutiérrez                      | 6 de juliol de 1882    | 20 de juliol de 1882   | Liberal                             | President de facto. |  |
| Próspero Fernández Oreamuno                                         | Costa Rica                                      | 20 de juliol de 1882   | 12 de març de 1885     | Liberal                             | Mort en el càrrec. |  |
| Bernardo Soto Alfaro (dos mandats consecutius, el primer incomplet) | Costa Rica                                      | 12 de març de 1885     | 8 de maig de 1890      | Liberal                             | Carlos Durán Cartín fou president en funcions durant 1889-1890.                                                                 |  |
| José Rodríguez Zeledón                                              | Costa Rica                                      | 8 de maig de 1890      | 8 de maig de 1894      | Partit Constitucional               | |  |
| Rafael Yglesias Castro (primer i segon mandat)                      | Costa Rica                                      |                        | 8 de maig de 1894      | 8 de maig de 1902                   | Partit Civil |  |
| Ascensión Esquivel Ibarra (primer mandat)                           | Costa Rica                                      | 8 de maig de 1902      | 8 de maig de 1906      | Partit Unió Nacional                | |  |
| Cleto González Víquez (primer mandat)                               | Cleto González Víquez(primer mandat)            | 8 de maig de 1906      | 8 de maig de 1910      | Partit Unió Nacional                | |  |
| Ricardo Jiménez Oreamuno (primer mandat)                            | Ricardo Jiménez Oreamuno(primer mandat)         | 8 de maig de 1910      | 8 de maig de 1914      | Partit Republicà Nacional           | Fill de Jesús Jiménez Zamora |  |
| Alfredo González Flores                                             | Alfredo González Flores                         | 8 de maig de 1914      | 27 gener de 1917       | Partit Republicà Nacional           | Deposat per Tinoco en un cop.                                                                                                   |  |
| Federico Tinoco Granados (primer i segon mandat)                    | Federico Tinoco Granados(primer i segon mandat) | 27 gener de 1917       | 13 d'agost de 1919     | Partido Peliquista                  | Overthrown by popular uprising.                                                                                                 |  |
| Juan Quirós Segura (prèviament Vicepresident)                       | Juan Quirós Segura(prèviament Vicepresident)    | 13 d'agost de 1919     | 2 de setembre de 1919  | Partido Peliquista                  | Forçat a dimitir pel govern dels Estats Units.                                                                                  |  |
| Francisco Aguilar Barquero (president interí)                       | Francisco Aguilar Barquero(president interí)    | 2 de setembre de 1919  | 8 de maig de 1920      | Partit Unió Nacional                | |  |
| Julio Acosta García                                                 | Julio Acosta García                             | 8 de maig de 1920      | 8 de maig de 1924      | Constitutional Party                | Durant el seu mandat Costa Rica va entrar a formar part de la Societat de Nacions, creada després de la Primera Guerra Mundial. |  |
| Ricardo Jiménez Oreamuno (segon mandat)                             | Ricardo Jiménez Oreamuno(primer mandat)         | 8 de maig de 1924      | 8 de maig de 1928      | Partit Republicà Nacional           | |  |
| Cleto González Víquez (segon mandat)                                | Cleto González Víquez(primer mandat)            | 8 de maig de 1928      | 8 de maig de 1932      | Partit Unió Nacional                | |  |
| Ricardo Jiménez Oreamuno (tercer mandat)                            | Ricardo Jiménez Oreamuno(primer mandat)         | 8 de maig de 1932      | 8 de maig de 1936      | Partit Republicà Nacional           | |  |
| León Cortés Castro                                                  | Costa Rica                                      | 8 de maig de 1936      | 8 de maig de 1940      | Partit Republicà Nacional           | |  |
| Rafael Calderón Guardia                                             | Costa Rica                                      | 8 de maig de 1940      | 8 de maig de 1944      | Partit Republicà Nacional           | |  |
| Teodoro Picado Michalski                                            | Teodoro Picado Michalski                        | 8 de maig de 1944      | 8 de maig de 1948      | Partit Republicà Nacional           | |  |
| Santos Leon Herrera (president interí)                              | Costa Rica                                      | abril de 1948          | maig de 1948           | Partit Republicà Nacional           | Antic vicepresident de Teodoro Picado Michalski.                                                                                |  |
| José Figueres Ferrer                                                | Costa Rica                                      | 8 de maig de 1948      | 8 novembre 1949        | Partit d”Alliberament Nacional      | Arribà al poder en una guerra civil. Retornà el poder al president electe després de reorganitzar el govern.                    |  |
| Otilio Ulate Blanco                                                 | Costa Rica                                      | 8 November 1949        | 8 November 1953        | Partit Unió Nacional                | |  |
| José Figueres Ferrer (segon mandat)                                 | Costa Rica                                      | 8 November 1953        | 8 de maig de 1958      | Partit d”Alliberament Nacional      | No es permetia la reelecció presidencial.                                                                                       |  |
| Mario Echandi Jiménez                                               | Costa Rica                                      | 8 de maig de 1958      | 8 de maig de 1962      | Partit Unificació Nacional          | |  |
| Francisco Orlich Bolmarcich                                         | Costa Rica                                      | 8 de maig de 1962      | 8 de maig de 1966      | Partit d”Alliberament Nacional      | |  |
| José Trejos Fernández                                               | Costa Rica                                      | 8 de maig de 1966      | 8 de maig de 1970      | Partit Unificació Nacional          | |  |
| José Figueres Ferrer (tercer mandat)                                | Costa Rica                                      | 8 de maig de 1970      | 8 de maig de 1974      | Partit d”Alliberament Nacional      | No es permetia la reelecció presidencial                                                                                        |  |
| Daniel Oduber Quirós                                                | Costa Rica                                      | 8 de maig de 1974      | 8 de maig de 1978      | Partit d”Alliberament Nacional      | |  |
| Rodrigo Carazo Odio                                                 | Costa Rica                                      | 8 de maig de 1978      | 8 de maig de 1982      | Partit de la Unitat Socialcristiana | |  |
| Luis Monge Álvarez                                                  | Costa Rica                                      | 8 de maig de 1982      | 8 de maig de 1986      | Partit d”Alliberament Nacional      | |  |
| Óscar Arias Sánchez                                                 | Óscar Arias Sánchez                             | 8 de maig de 1986      | 8 de maig de 1990      | Partit d”Alliberament Nacional      | Guanyador del Premi Nobel de la Pau el 1987.                                                                                    |  |
| Rafael Calderón Fournier                                            | Costa Rica                                      | 8 de maig de 1990      | 8 de maig de 1994      | Partit de la Unitat Socialcristiana | Fill de Rafael Ángel Calderón Guardia.                                                                                          |  |
| José Figueres Olsen                                                 | Costa Rica                                      | 8 de maig de 1994      | 8 de maig de 1998      | Partit d”Alliberament Nacional      | Fill de José Figueres Ferrer.                                                                                                   |  |
| Miguel Ángel Rodríguez                                              | Costa Rica                                      | 8 de maig de 1998      | 8 de maig de 2002      | Partit de la Unitat Socialcristiana | |  |
| Abel Pacheco de la Espriella                                        | Costa Rica                                      | 8 de maig de 2002      | 8 de maig de 2006      | Partit de la Unitat Socialcristiana | Reinstaurada la reeleeció presidencial.                                                                                         |  |
| Óscar Arias Sánchez (segon mandat)                                  | Óscar Arias Sánchez(segon mandat)               | 8 de maig de 2006      | 8 de maig de 2010      | Partit d”Alliberament Nacional      | |  |
| Laura Chinchilla Miranda                                            | Laura Chinchilla Miranda                        | 8 de maig de 2010      | 8 de maig de 2014      | Partit d”Alliberament Nacional      | Primera presidenta de Costa Rica.                                                                                               |  |
| Luis Guillermo Solís Rivera                                         | Luis Guillermo Solís                            | 8 de maig de 2014      | en el càrrec           | Partido Acción Ciudadana            | |  |